# Frédéric Antonetti
Frédéric Antonetti (Venzolasca, 19 de agosto de 1961) é um treinador de futebol e ex-futebolista francês. Como treinador, o maior sucesso de Antonetti foi vencer a Taça Intertoto da UEFA de 1997, com o SC Bastiais.[carece de fontes?] Ele também treinou diversos outros clubes franceses, sendo que atualmente é treinador do Metz, onde conquistou a Ligue 2 de 2018–19.